# سوق الثلوث (السدة)

تعديل مصدري - تعديل

سوق الثلوث هي إحدى قرى عزلة وادي حجاج بمديرية السدة التابعة لمحافظة إب، بلغ تعداد سكانها 832 نسمة حسب تعداد اليمن لعام 2004.